# Villaseca de Henares
Villaseca de Henares község Spanyolországban, Guadalajara tartományban. Villaseca de Henares Baides, Mandayona, Castejón de Henares, Matillas és Cendejas de la Torre községekkel határos. Lakosainak száma 29 fő (2024).

## Népesség
A település népessége az utóbbi években az alábbiak szerint változott:
| Lakosok száma | 66   | 58   | 53   | 58   | 40   | 33   | 34   | 27   | 25   | 29   |
|               | 2001 | 2004 | 2006 | 2009 | 2011 | 2014 | 2016 | 2019 | 2021 | 2024 |